# Departamento de Niari
Niari es un departamento de la República del Congo situado en el oeste del país. Tiene frontera con los departamentos de Bouenza, Kouilou, y Lékoumou y con los países de Gabón, la República Democrática del Congo y Angola. 

## Geografía
Abarca una superficie de 25 942 km². En 2007 tenía una población de 231 271 habitantes.
La capital es Dolisie.
| Noroeste: Provincia de Nyanga, Gabón   | Norte: Provincia de Ngounié y provincia de Ogooué-Lolo, Gabón    | Noreste: Provincia de Haut-Ogooué, Gabón |
| Oeste: Departamento de Kouilou         |                                                                  | Este: Departamento de Lékoumou           |
| Suroeste: Provincia de Cabinda, Angola | Sur: Provincia de Congo Central, República Democrática del Congo | Sureste: Departamento de Bouenza         |

## División administrativa
En 2011 comprendía dos comunas y 14 distritos:
- Comuna de Dolisie
- Comuna de Mossendjo
- Banda
- Divenie
- Kibangou
- Kimongo
- Londela-Kayes
- Louvakou
- Mbinda
- Makabana
- Moungoundou Nord
- Moungoundou Sud
- Moutamba
- Mayoko
- Nyanga
- Yaya